# Myrtle (Mississippi)
Myrtle è una città (town) degli Stati Uniti d'America, situata nella contea di Union, nello Stato del Mississippi.